# Йехуд
Йехуд (ивр. יְהוּד‎) — город в Центральном округе Израиля, часть объединённого муниципалитета Йехуд-Моноссон. В 2016 году население Йехуда составило 29146 человек (включая Неве-Моноссон).

## История
Йехуд упоминается в Библии в списке городов этой области: «и Иудея, и Бней-Брак, и Гат-Римон» (Нав. 19:45). Арамейское слово Йехуд относится к провинции Персидской империи, Иегуда Мединат, в приблизительном местоположении Иудейского царства, где была отчеканена серебряная монета с надписью из трех букв «YHD». Фактический размер Йехуда тех пор остаётся предметом дискуссий учёных (например, занимал он полностью территорию предыдущего царства, или была гораздо меньше). По вопросу о населении Йехуда также ведутся дискуссии (например, состояло оно только из тех иудеев, которые вернулись из Вавилона, или же последние смешались с «людьми (уже) в земле» — ивр. עם הארץ‎).
В последующие века Йехуд стал арабским городом Al-Yehudiya [Егудийя] (буквально на арабском языке: «место евреев»), также называемым Al-'Abbasiyya, но арабское население полностью покинуло его в течение Арабо-израильской войны 1948.
Город был заселён в начале 1950-х годов ладиноязычными евреями турецкого происхождения, а затем и евреями из Белостока (Польши) и других частей диаспоры. Город значительно расширился в последние годы, развились промышленная и хай-тек отрасли с такими компаниями, как IAI и Mercury Interactive, что привлекло тысячи ученых и специалистов в новые, высокоинвестиционные районы города, такие как «Гиват-Авиа», «Кирьят-ха-Савьоним» и т. п.
В июне 2011 года должностные лица города объявили, что они обязуются начать масштабный строительный проект по копированию старой городской площади швейцарского города Лугано в центре Йехуда, чтобы оживить торговлю и туризм. Архитектурная реплика будет изобиловать неоклассическими колоннадами.

## Местное самоуправление
Муниципалитет «Йехуд-Моноссон» был образован в 2003 году, чтобы обеспечить предоставление муниципальных услуг в Йехуде и соседнем поселении Неве-«Моноссон» (население 2600 человек на 2003 год). Согласно условиям слияния, «Неве-Моноссон» остаётся с высокой степенью автономии в руках местной администрации. В 2005 году, в рамках реализации плана слияния, министр внутренних дел предоставил местной администрации «Неве-Моноссон» статус муниципалитета автономного района. На практике муниципалитет «Йехуд-Моноссон» функционирует как муниципалитет района города Йехуд, в то время как предоставление основных уставных муниципальных услуг в «Неве-Моноссон» осуществляется на условиях аутсорсинга.

## Демография
По данным Центрального статистического бюро Израиля, население на начало 2020 года составляло 29 928 человек.
По данным Центрального статистического бюро Израиля (ЦСБ), в 2001 году этнический состав города был полностью еврейским: 10500 мужчин и 11100 женщин. Население города было распределено по возрастному признаку следующим образом: 33,4 % в возрасте 19 лет или моложе, 16,1 % в возрасте между 20 и 29, 19,9 % в возрасте между 30 и 44, 18,8 % от 45 до 59, 2,9 % от 60 до 64, и 8,8 % 65 лет и старше. Темпы роста численности населения в 2001 году составили 2,6 %.

## Экономика
Йехуд служит штаб-квартирой крупной компании Africa Israel Investments, контрольный пакет акций которой принадлежит Льву Леваеву.

## Образование
По данным ЦСБ, в городе есть 10 школ и 5159 учеников. Из них 6 начальных школ и 2252 учеников начальных школ, а также 5 вузов и 2907 студентов высших учебных заведений.

## Спорт
ФК «Хапоэль Йехуд» провёл несколько сезонов в высшем дивизионе израильского футбола в конце 1970-х и начале 1980-х годов, выиграв Кубок Израиля 1982 года. После нескольких понижений в классе клуб был закрыт в 1998 году. Новый клуб, «Хапоэль Ирони Йехуд», образован в 2004 году. В настоящее время он играет в Лиге Гимель.